# フーバスタンク
フーバスタンク（英: Hoobastank）は、アメリカ合衆国のロックバンド。

## 来歴
1994年にロサンゼルス郊外のアグーラ・ヒルズにて、ボーカリストのダグラス・ロブとギタリストのダン・エストリンがバンド・バトルを通じて知り合う。そしてマークー・ラパレイネンとクリス・ヘッスを誘い、バンド「フーバスタンク」を結成した（この時のスペルはHoob"u"stankだったが、「フーブースタンク」と間違った発音をするファンが多かったため、後に現在のHoob"a"stankに変更）。
リンキン・パークやインキュバス、アヴェンジド・セヴンフォールドなどと共に地元のCobalt Cafeで活動を開始し、1998年に初の自主制作アルバム『They Sure Don't Make Basketball Shorts Like They Used To』をリリースし、南カリフォルニアでの評判を高めていく。これがアイランド・レコードの関心を引き、2000年に契約を締結した。
2001年、Hoobastank名義でデビュー・シングル「Crawling in the Dark」をリリース。全米最高68位、音楽配信サイトのMP3.comでは1位のダウンロード数を記録。2001年11月20日（日本では2002年4月）、デビュー・アルバム『フーバスタンク』(Hoobastank)を発表、全米最高25位を記録し、プラチナディスクに認定される。
2003年に2ndアルバム『ザ・リーズン』(The Reason)を発表し、全米最高3位を獲得、2xプラチナに認定される。全世界では350万枚を売り上げた。2004年にリリースしたアルバムからのシングルカット「The Reason」は、フーバスタンクのこれまでのシングルの中で最もヒット。Billboard Hot 100で最高2位、Modern Rock Tracksでは最高1位を記録。
2004年、アルバム『ザ・リーズン』が第47回グラミー賞の最優秀ロック・アルバム部門にノミネートされる。
2005年2月、MTVアジア・アワードの最優秀ロックアクトを受賞。また5月には、シングル「The Reason」のミュージックビデオがMTV Video Music Awards Japanの最優秀ロックビデオを受賞。
2006年5月に3rdアルバム『欲望』(原題:Every Man For Himself)をリリース。全米初登場12位。8月にはサマー・ソニック'06に参加した。
2009年1月に前作より3年振りとなる4thアルバム『フォーネヴァー』(For(n)ever)をリリース。
2009年8月にベスト・アルバム『ザ・グレイテスト・ヒッツ〜ど・う・い・た・し・ま・し・て』をリリース。アルバムには2種類あり、「デラックス・ファン・ベスト」(Deluxe Fan Best)と「バンド・ベスト」(Band Best)を同時発売した。初回限定のデラックス・ファン・ベストにはファン投票により選ばれた楽曲が収録された。ちなみに、サブタイトルの「Don't Touch My Moustache」は「どういたしまして」の語呂合わせである。
2009年8月、サマーソニック出演のために来日。
2009年10月、ハロウィンに向けてレイ・パーカー・ジュニアのヒット曲「ゴーストバスターズ」をカヴァーし、ミュージック・ビデオも制作された。
2010年1月に起きたハイチ地震支援のため制作された「ミュージック・フォー・リリーフ」によるチャリティーアルバム『Download To Donate For Haiti』に、未発表の新曲「We Are One」を提供した。
2010年8月、バンド初のアコースティック・アルバム『イズ・ディス・ザ・デイ?』(Is This The Day?)をリリース。8月下旬には日本にてアコースティック・ライヴツアーを行った。
2011年4月に開催が予定されていたパンクスプリングに出演のため来日の予定が、東日本大震災の影響によりイベントが中止となったため、来日はキャンセルとなる。
2012年8月15日、オリジナル・アルバムとしては前作『フォーネヴァー』より3年振りの5thアルバム『ファイト・オア・フライト』(Fight Or Flight)を日本先行でリリース。アルバムリリースに先駆けて、オフィシャルウェブサイトにて、収録曲の1曲である「This Is Gonna Hurt」のフリーダウンロードを実施。米国でのリリースは2012年9月11日。
2012年8月18日、19日に開催されたサマーソニック2012出演のために来日。
2023年2月3日・6日、2018年以来となる三度目の来日公演を大阪・umeda TRADと東京・Spotify O-EASTで開催。大阪公演には、サポートアクトとしてSurvive Said The Prophetが出演。また4日には、coldrainが主催する音楽フェス『BLARE FEST.2023』（会場：ポートメッセなごや）に出演
。
2024年8月17日、18日に開催されたサマーソニック2024出演のために来日。

## メンバー
- ダグラス・ロブ（Douglas Seann "Doug" Robb、1975年1月2日 ） - ボーカル・リズムギター

父親がスコットランド系アメリカ人で母親が日本人のハーフ。兵庫県明石市の小学校に1年間通っていた。また、ロックバンド、リンキン・パークのマイク・シノダやブラッド・デルソン、ロブ・ボードンらと同じアグーラ高校（Agoura High School）出身。サマーソニックのステージ上にて祖母を紹介したことがある。実は筋肉質。身長175cm。
- ダン・エストリン（Daniel "Dan" Estrin、1976年7月9日 ） - ギター

ロブと同じくアゴーラ高校出身。
- クリス・ヘッス（Chris Hesse、1974年1月26日 ） - ドラムス
- ジェシー・チャーランド（Jesse Charland、1982年7月4日 ） - ベース
2009年に加入した当初は4代目のサポートメンバーという位置付けだったが、後に正式なベーシストとなった。

### 旧メンバー
- マット・マッケンジー（Matt McKenzie） - ベース（2005）
ツアー中に離脱したマークーの代役に呼ばれたサポートメンバー。元はクリスの友人だったが、マークーが抜けた中で友人でも頼るしかないという苦肉の策だったが、マットの協力もあって何とか残りの日程を乗り切った。

- デイヴ・アメツキュア（Dave Amezcua） - ベース（2008）
- ジョシュ・モロー（Josh Moreau、1981年9月22日 ） - ベース（2006-2008）

3rdアルバムからアルバムリリース後のライヴまで在籍。
- マークー・ラパレイネン（Markku Lappalainen、1973年4月6日 ） - ベース（1997-2005）

バンド結成から2ndアルバムリリース後のライヴまで在籍。大の親日家で、プライベートでも何度か日本を訪問していたという。
- ジェレミー・ワッセル（Jeremy Wasser） - サックス（1997-2000、2013）

メジャーデビューを前に「今後のバンドの方向性を考えたところサックスの入る余地がなくなった」との理由でバンドから抜けるが、2013年に行われたライブ『2013 Sunset Strip Music Festival』でHoobustank時代の曲である『Earthsick』と『Can I Buy You A Drink?』を演奏するために一日限りの復活を果たした。
- デレック・クウォン（Derek Kwan） - サックス（ライヴ時のみ）

## ディスコグラフィ

### アルバム
| 発売年 | アルバム名                                                                                               | レーベル                |
| ------ | --- | ----------------------- |
| 1997年 | Muffins                                                                                                  | 自主制作                |
| 1998年 | They Sure Don't Make Basketball Shorts Like They Used To                                                 | 自主制作                |
| 2001年 | フーバスタンク（Hoobastank）                                                                             | Island Records          |
| 2002年 | The Target (EP)                                                                                          | Island Records          |
| 2003年 | ザ・リーズン（The Reason）                                                                               | Island Records          |
| 2006年 | 欲望（原題：Every Man For Himself）                                                                      | Island Records          |
| 2009年 | フォーネヴァー（For(N)ever）                                                                             | Island Records          |
| 2009年 | ザ・グレイテスト・ヒッツ〜ど・う・い・た・し・ま・し・て （The Greatest Hits: Don't Touch My Moustashe） | Universal International |
| 2010年 | イズ・ディス・ザ・デイ?（Is This The Day?）                                                              | Island Records          |
| 2012年 | ファイト・オア・フライト（Fight Or Flight）                                                              | Open E Entertainment    |
| 2018年 | プッシュ・プル（Push Pull）                                                                              | Napalm Records          |

## タイアップ
- 「The Reason」 セガリンクプロモーションムービー、映画「亡国のイージス」予告編（2005年）
- 「Just One」（『The Reason』に収録） アサヒビール「スーパードライ」CMソング（2007年）
- 「Fist Bump」 セガゲームス開発のテレビゲーム、「ソニック フォース」のテーマソングのボーカルをダグラス・ロブが担当（2017年）

NHK BS1のスポーツ中継のテーマソングとして多くの曲が使われている。NFL中継の2004-2005年シーズンのエンディングテーマとして『Out of Control』（『The Reason』に収録）、NBAファイナル2006のオープニングテーマとして『Born to Lead』（『Every Man For Himself』に収録）、2008年度のMLBハイライトエンディングテーマとして『My Turn』（『For(N)ever』収録）、2013年度以降のMLB中継エンディングテーマとして『No Win Situation（『ファイト・オア・フライト』所収）』、同年度のNFL中継プレーオフ用オープニングテーマとして『Did You（『スパイダーマン2』サウンドトラック所収）』が使用されている。